# Право остаточного рішення
«Право остаточного рішення» (англ. Command Authority) — це техно-трилер, написаний Томом Кленсі у співавторстві з Марком Грені та опублікований 3 грудня 2013 року. Це останній великий художній твір Кленсі, він був опублікований через два місяці після його смерті.
У романі, написаному за кілька місяців до подій осені 2013 — весни 2014 фактично передбачено події, котрі стались невдовзі — Революцію гідності, окупацію Криму, військову інтервенцію Росію в Україну.
Дія роману відбувається у двох часових проміжках — у 1980-ті, під час Холодної війни та на початку XIX століття, після подій «Вектора загрози» (2012). У романі президентові Джеку Раяну та персонажам з «Кампусу» доводиться протидіяти російському диктатору Валерію Володіну, вихідцю з КДБ, персонажем, якого широко називають схожим на реального президента Росії Володимира Путіна. Книга дебютувала на першому місці у списку бестселерів New York Times.

## Сюжет
Колишній офіцер КДБ Валерій Володін стає президентом Росії. Відкрито критикуючи Сполучені Штати, він таємно доручає російській внутрішній розвідці (ФСБ) організувати атаки під чужим прапором, щоб виправдати вторгнення в Україну. У ресторані в Росії вибухає бомба, в результаті чого загинув керівник російської зовнішньої розвідки (СВР) Станіслав Бірюков; одночасно колишній керівник СВР Сергій Головко був отруєний полонієм напередодні візиту до у Білому доміу до свого старого друга, президента Джека Райана. Володін звинувачує уряд США в організації цих замахів, а потім оголошує про об'єднання СВР та ФСБ в одну структуру на чолі з Романом Талановим, таємничим керівником ФСБ.
У Севастополі комплекс моніторингу ЦРУ зазнав нападу з боку агентів ФСБ що прикриваються проросійськими протестувальниками. Оперативні співробітники Кампусу Джон Кларк, Домінго Чавес та Домінік Карузо, які перебувають на території України для збору розвідувальних даних про російську злочинну організацію «Семеро дужих» та її голову Гліба Різаного, разом з членами загону «Дельта», що охороняли комплекс, при підтримці авіації НАТО відбивають атаки та знищують секретні матеріали і евакуюються. Незважаючи на те, що ФСБ не вдалось роздобути компрометуючі матеріали з комплексу, Володін все ж вирішує вторгнутися в Україну, маючи намір просунути свої війська зі сходу та півдня та захопити столицю, Київ. Президент Райан відправляє кілька військових підрозділів, щоб допомогти українським солдатам у конфлікті з російськими військами, а також не допустити їх до Києва.
Тим часом, його син, Джек Раян-молодший дистанціювався від Кампусу і працює в лондонській компанії з корпоративного аналізу. Він розслідує справу про рейдерство російськими державними компаніями нафтової компанії британського бізнесмена Малкольма Ґелбрейта. Батько телефонує до нього і просить відвідати Британію щоб з'ясувати інформацію про кодове ім'я «Бедрок» та його зв'язок із таємничим вбивцею КДБ під кодовим ім'ям «Зеніт» часів Холодної війни, є чутки, що цим вбивцею є нинішній шеф ФСБ Таланов. Відбившись від нападів бандитів з «Семеро дужих» Раян-молодший дізнається, що Бедрок — це колишній " нелегальний " агент MI5 Віктор Окслі, якому британська розвідка у часи холодної війни доручила вистежити та ліквідувати Зеніта. Тоді ж Окслі у Західному Берлініперетнувся зі його батьком, тодішнім аналітиком ЦРУ, який за дорученням британської зовнішньої розвідки розслідував ланцюжок вбивств швейцарських банкірів.
Череду вбивств банкірів організувала КДБ розшукуючи виведені на Захід гроші, вкрадені зрадниками з КДБ у самого КДБ який готувався до розпаду Союзу, передбачивши його ймовірність і піклуючись про своє майбутнє як то Організація офіцерів СС Одеса.
Окслі фактично врятував Джека Раяна, але був спійманий східнонімецькою Штазі ; потім його відправлений до КДБ і ув'язнений в ГУЛАГу на багато років.
Коли Раян дізнається, що справа «Зеніту» пов'язана з його справою, що стосується Ґелбрейта, він (разом з Окслі та його колегами з Кампусу Чавесом, Карузо та Семом Дрісколлом) підозрює свого боса Х'ю Кастора в зраді та відвідує його в шале за межами Цюриха, Швейцарія. Кастор виявився колишнім куратором Окслі в британській розвідці МІ-5, який вигідно використав свої звязки та роками вів справи з Талановим використавши зникнення Окслі зник для шантажу. Раян також розкриває, що Таланов, по суті, є лідером «Семи дужих» (що входить у протиріччя з мораллю злочинної організації, оскільки канони злочинного світу не сприймають роботу у КДБ). Також знаходяться докази, що Дмитро Нестеров — це Гліб Різаний, який доставляв радіоактивний полоній, тобто безпосередньо причетний до смерті Головка. Однак сили спецназу ФСБ, послані Талановим, атакують шале та вбивають Окслі та Кастора. Раяну та його оперативникам з Кампусу вдається відбитись від нападників та втекти з місця події.
Повернувшись до Києва, Кларк, Чавес, Карузо та Дрісколл допомагають оперативникам «Дельта Форс» захопити Нестерова на добре охоронюваній оперативній базі «Сім силачів» що. Отримавши повну інформацію від сина, президент Раян розмовляє з Володіним, вимагаючи зупинити наступ російської армії на Київ в обмін на не розкриття інформації про зв'язок ФСБ та «Семеро дужих», що загрожувало б помстою верхівці КДБ. Російські війська припиняють операції в Україні та відступають на бази у Криму. Через два дні Таланов йде у відставку зі своєї посади, а згодом його вбиває один із власних охоронців з метою помсти від кримінального світу.

## Персонажі

### Уряд Сполучених Штатів
- Джек Райан : Президент Сполучених Штатів
- Ден Мюррей : Генеральний прокурор
- Арнольд ван Дамм : керівник апарату президента Райана
- Роберт Берджесс : Міністр оборони
- Скотт Адлер : Державний секретар
- Мері Патрісія Фолі : директор національної розвідки
- Джей Кенфілд : директор Центрального розвідувального управління
- Кіт Біксбі : начальник резидентури ЦРУ, що базується в Києві, Україна

### Збройні сили Сполучених Штатів
- Адмірал Марк Йоргенсен : Голова Об'єднаного комітету начальників штабів
- Ерік Конвей : головний прапорщик № 2, армія США, пілот OH-58D Kiowa Warrior
- Андре «Дре» Пейдж : головний прапорщик номер два, армія США, пілот OH-58D Kiowa Warrior
- Баррі «Мідас» Янковський : підполковник, армія США, Форс «Дельта»
- Гарріс «Гранджі» Коул : капітан ВПС США, пілот F-16

### Кампус
- Джеррі Хендлі : директор Hendley Associates / The Campus
- Джон Кларк : Директор з операційної діяльності
- Домінго «Дінг» Чавес : оперативний офіцер
- Сем Дрісколл : оперативний офіцер
- Домінік «Дом» Карузо : оперативний офіцер
- Джек Райан-молодший : оперативний офіцер / аналітик розвідки
- Гевін Бієрі : директор з інформаційних технологій
- Адара Шерман : директор з транспорту

### Британці
- Сер Безіл Чарльстон : Генеральний директор Секретної розвідувальної служби (MI6)
- Ентоні Голдейн : міжнародний фінансист, колишній співробітник Міністерства закордонних справ
- Віктор Окслі («Бедрок») : нелегальний працівник Британської служби безпеки (МІ5), колишній офіцер Спеціальної повітряної служби.
- Девід Пенрайт : офіцер SIS
- Ніколас Істлінг : офіцер SIS, відділ контррозвідки
- Х'ю Кастор : керуючий директор Castor and Boyle Risk Analytics Ltd.
- Сенді Ламонт : старший бізнес-аналітик, Castor and Boyle Risk Analytics Ltd.

### Росіяни
- Валерій Володін : Президент Російської Федерації
- Роман Таланов : Директор Федеральної служби безпеки (ФСБ) Російської Федерації
- Станіслав Бірюков : Директор Служби зовнішньої розвідки (СЗР) Російської Федерації
- Оксана Зуєва : Лідерка Партії регіональної єдності України
- Тетяна Молчанова : Телеведучий, Нова Росія (Новоросія)
- Дмитро Нестеров («Гліб Шрам») : оперативник злочинної організації «Сім силачів» (як «вори в законі» або «злодій у законі»)
- Павло Лечков : оперативник «Сім силачів»

### Інші персонажі
- Кеті Райан : Перша леді Сполучених Штатів
- Ед Фолі : чоловік Мері Пет Фолі, колишньої директорки ЦРУ
- Діно Кадіч : хорватський вбивця
- Фелісія Родрігес : студентка венесуельського університету
- Марта Шойрінг : «Міська партизанка» Фракції Червоної Армії
- Малкольм Ґелбрейт : власник Galbraith Rossiya Energy Holdings, шотландський підприємець

## Публікація
«Command Authority» було випущено через два місяці після смерті Кленсі від нерозголошеної хвороби. У своїй заяві президент Putnam Іван Хелд сказав: «Том Кленсі залишив нам неймовірну групу персонажів і справді феноменальний список вигаданих сюжетів, які іноді передували світовим подіям. „Command Authority“ показує своїх персонажів саме в такій жахливій світовій ситуації, якої очікували шанувальники Тома. І, звичайно, ми сподіваємося, що Джек Райан і команда The Campus зможуть жити далі». Всесвіт Джека Райана пізніше отримав продовження з виходом книги «Support and Defend» від Greaney у липні 2014 року.
Помилка послідовності була виявлена, коли Станіслава Бірюкова згадували як керівника російської зовнішньої розвідки (СВР); у попередніх романах він був представлений як керівник російської внутрішньої розвідки (ФСБ).

## Рецепція

### Комерційна
Книга дебютувала на першому місці в категорії «Художня література у твердій палітурці» списку бестселерів New York Times за тиждень з 22 грудня 2013 року; крім того, вона посіла друге місце в категорії «Художня література у твердій палітурці» того ж списку.

### Критика
Книга отримала переважно позитивні відгуки. Publishers Weekly відзначив її як «класичний шпигунський роман», зробивши висновок: «Шанувальникам розгорнутих бойових сцен варто пошукати щось інше, оскільки основна увага приділяється шпигунству з високими ставками та вбивствам, що здійснюються в орендованих кімнатах і темних провулках, а не на добре освітлених полях битв». Kirkus Reviews похвалив «дивно своєчасний» роман як «вінтажний Кленсі» та «приємну казку для людей, які люблять речі, що вибухають». У змішаній рецензії Chicago Tribune відкинула роман, додавши: «Результат цієї впертої деталізації призводить до часом млявого темпу протягом такої короткої книги, що є майже фатальним недоліком у жанрі, який живе тим, що змушує читача продовжувати перегортати сторінки».

## Переклад українською
Роман був перекладений українською та виданий у видавництві Фоліо у Харкові у 2017.